# 세키시모우치역
세키시모우치역(일본어: 関下有知駅)은 일본 기후현 세키시에 위치한 나가라가와 철도 에쓰미난 선의 철도역이다. 단선 승강장 1면 1선 구조를 갖춘 지상역이다.

## 이용 현황
| 승차 인원 추이 | 승차 인원 추이     |
| 연도           | 1일 평균 승차 인원 |
| -------------- | ------------------ |
| 2011           | 76                 |
| 2012           | 56                 |
| 2013           | 40                 |
| 2014           | 74                 |
| 2015           | 91                 |

## 역 주변
- 기후 현도 281호 세키미노 선
- 기후 현립 세키시모우치 고등학교

## 역사
- 1986년 12월 11일 : 일본국유철도 에쓰미난 선이 나가라가와 철도로의 전환과 동시에 주노니시코마에역으로서 개업.
- 2004년 4월 1일 : 주노니시 고등학교가 주노 고등학교와 통합되어, 세키시모우치 고등학교가 됨.
- 2006년 4월 1일 : 세키시모우치역으로 개칭.

## 인접 역
| 나가라가와 철도 에쓰미난 선    | 나가라가와 철도 에쓰미난 선 | 나가라가와 철도 에쓰미난 선 |
| ------------------------------ | --------------------------- | --------------------------- |
| 세키시야쿠쇼마에 미노오타 방면 | ■ 에쓰미난 선               | 마쓰모리 호쿠노 방면        |